# Jon Hinson
Jon Clifton Hinson (16 tháng 3 năm 1942 – 21 tháng 7 năm 1995) là một hạ nghị sĩ Hoa Kỳ của Đảng Cộng hòa cho khu vực bầu cử quốc hội số 4 của Mississippi từ năm 1979 đến năm 1981. Sau khi từ chức năm 1981 sau khi bị bắt vì tham gia vào một hành vi đồng tính luyến ái, ông trở thành một nhà hoạt động LGBT ở vùng đô thị Washington D.C.

## Tuổi thơ
Sinh ra ở Tylertown ở Quận Walthall ở phía tây nam Mississippi, Hinson theo học các trường công lập. Năm 1959, ông làm việc cho một trang của đại diện đảng Dân chủ Hoa Kỳ John Bell Williams, người sau đó trở thành thống đốc Mississippi năm 1968.
Hinson tốt nghiệp Đại học Mississippi tại Oxford năm 1964, và gia nhập Khu bảo tồn Thủy quân lục chiến Hoa Kỳ, nơi ông phục vụ cho đến năm 1970.

## Qua đời
Hinson qua đời vì suy hô hấp do AIDS ở Silver Spring, Maryland, ở tuổi năm mươi ba.
Cơ thể của Hinson đã được hỏa táng. Tro cốt được chôn cất tại Tylertown, Mississippi, sau một dịch vụ tư nhân. Sau đó ly dị với vợ Cynthia, Hinson được một người anh trai, Robert Hinson ở Gulfport, Mississippi sống cùng nhà.